# Johann Friedrich I. (Hohenlohe-Öhringen)

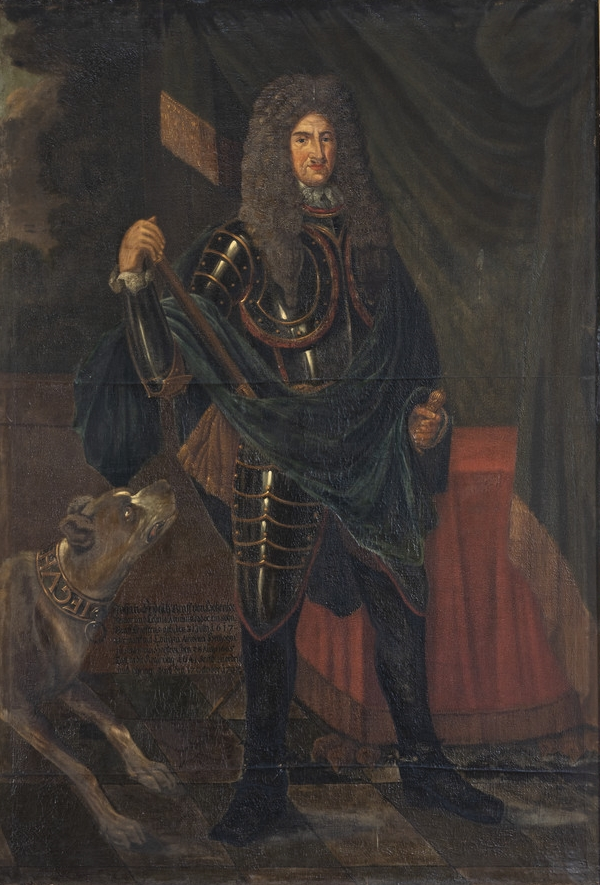
Graf Johann Friedrich I. zu Hohenlohe-Neuenstein-Öhringen, Gemälde von Peter Franz Tassaert im Rittersaal des Schlosses in Weikersheim

Johann Friedrich I. zu Hohenlohe-Neuenstein-Öhringen (* 31. Juli 1617 in Neuenstein; † 17. Oktober 1702 in Öhringen) war Graf von Hohenlohe in Öhringen und Graf von Gleichen in Ohrdruf.

## Abstammung
Graf Johann Friedrich I. war der älteste Sohn von Graf Kraft VII. von Hohenlohe-Gleichen in Neuenstein (1582–1641) und seiner Gemahlin, Gräfin Sophia von Zweibrücken-Birkenfeld (1593–1676), Tochter des Grafen Karl I. von Zweibrücken-Birkenfeld und der Dorothea von Braunschweig-Lüneburg.

## Leben
Die Kindheit und Jugend war geprägt von den zunehmenden Schrecken des Dreißigjährigen Kriegs. Im Jahre 1639 geriet er vorübergehend in die Hände einer Bande marodierender Söldner aus Kroatien, die bei seiner Gefangennahme seine beiden Begleiter, einen Pagen aus Crailsheim und einen Diener aus Neuenstein,  erschossen. Beim Tod seines Vaters, der zwei Jahre nach diesem Ereignis eintrat, war der Graf 24 Jahre alt und übernahm die Vormundschaft über die aufwachsenden jüngeren Geschwister, die bis zum Jahr 1650 dauerte. Von 1650 bis 1677 regierte er gemeinsam mit seinen Brüdern Siegfried (1619–1684), ab 1677 Graf zu Hohenlohe-Weikersheim, Wolfgang Julius (1622–1698), ab 1677 Graf zu Hohenlohe-Neuenstein und Johann Ludwig (1625–1689), ab 1677 Graf zu Hohenlohe-Künzelsau.
Bei der Thronbesteigung von Kaiser Leopold I. nahm Graf Johann Friedrich I. 1659 als kaiserlicher Kommissär die Huldigung der Reichsstädte Wetzlar und Gelnhausen entgegen. Da er als Graf von Gleichen des Öfteren im thüringischen Ohrdruf residierte, erlebte er 1661 den dortigen verheerenden Stadtbrand, der ein Drittel der dortigen Gebäude vernichtete, wobei jedoch das Schloss Ehrenstein mit Mühen gerettet werden konnte. Auch während der Jahre des Holländischen Kriegs war Ohrdruf die bevorzugte Residenz, da die Hohenloher Stammlande durch die Truppen des Königs von Frankreich bedroht waren. Auch während des Pfälzischen Erbfolgekriegs entstanden für die Hohenloher Erblande schwere materielle und personelle Opfer.

## Herrschaft
Graf Johann Friedrich I. war von 1658 bis 1702 Senior des Gesamthauses Hohenlohe. Mit dem Seniorat verbunden war die Würde, beim Antritt eines neuen Kaisers jeweils für das gesamte Haus Hohenlohe die Reichslehen bestätigt zu bekommen. Im Jahr 1677 teilten er und seine Brüder den Familienbesitz auf. Johann Friedrich I. erhielt Öhringen. Nach dem Tod all seiner Brüder konnte er 1698 das gesamte Erbe seines Vaters wieder zusammenführen.

## Familie
Johann Friedrich I. heiratete im Alter von 48 Jahren am 28. August 1665 im Schloss zu Neuenstein Prinzessin Luise Amöne von Schleswig-Holstein-Norburg (* 15. Januar 1642 auf Schloss Norburg; † 11. Juni 1685 in Öhringen), Tochter des Herzogs Friedrich von Schleswig-Holstein-Sonderburg-Norburg. Sie hatten nachfolgende Kinder:
- Friedrich Kraft II. von Hohenlohe-Öhringen (* 22. Februar 1667; † 23. August 1709 in Weikersheim), verheiratet seit 1695 mit Gräfin Christina Elisabeth von Erbach-Fürstenau (1673–1734)
- Sophie Eleonore (* 18. August 1668; † 3. September 1728), Nonne im Kloster Gandersheim
- Johann Ernst von Hohenlohe-Öhringen (* 24. März 1670 in Ohrdruf; † 16. November 1702 in Basel), verheiratet seit 1699 mit Eleonora Juliana von Hohenlohe-Langenburg (1669–1750)
- Charlotte Luise (* 4. September 1671; † 1. Juni 1697), verheiratet seit 1696 Graf Johann Friedrich von Castell-Rüdenhausen (1675–1749)
- Marie Christiane Amöne (* 29. August 1673; † 10. März 1753)
- Carl Ludwig von Hohenlohe-Weikersheim (* 23. September 1674 in Ohrdruf; † 5. Mai 1756 in Weikersheim), verheiratet I.) seit 1711 mit Markgräfin Dorothea Charlotte von Brandenburg-Kulmbach (1691–1712), II.) seit 1713 mit Gräfin Elisabeth Friederike von Oettingen-Oettingen (1691–1758)
- Sophie Elisabeth (* 21. Mai 1676; † 4. Dezember 1676)
- Auguste Friederike (* 30. Oktober 1677; † 2. Juli 1752), verheiratet seit 1698 mit Graf Christian Albrecht von Wolfstein (1672–1740)
- Juliane Elisabeth (* 20. Januar 1679; † 23. November 1679)
- Wilhelmine Dorothea (* 20. Februar 1680; † 1. März 1680)
- Luise Amöne (* 28. Mai 1681; † 21. September 1735)
- Johann Friedrich II. von Hohenlohe-Öhringen (* 22. Juli 1683 in Öhringen; † 24. August 1765 ebenda), Graf, seit 1764 Fürst, verheiratet seit 1710 mit Landgräfin Dorothea Sophia von Hessen-Darmstadt (1689–1723)
- Henriette Amalie (* 17. April 1685; † 22. Januar 1688)